# Соборяне (движение)
«Соборяне» — православное молодёжное движение. Полное наименование — Межрегиональное общественное православное молодёжное движение «Соборяне». По состоянию на август 2015 года действуют региональные отделения в Ставропольском крае и Республике Северная Осетия - Алания. В ряде регионов действуют инициативные группы, не имеющие статуса юридического лица.

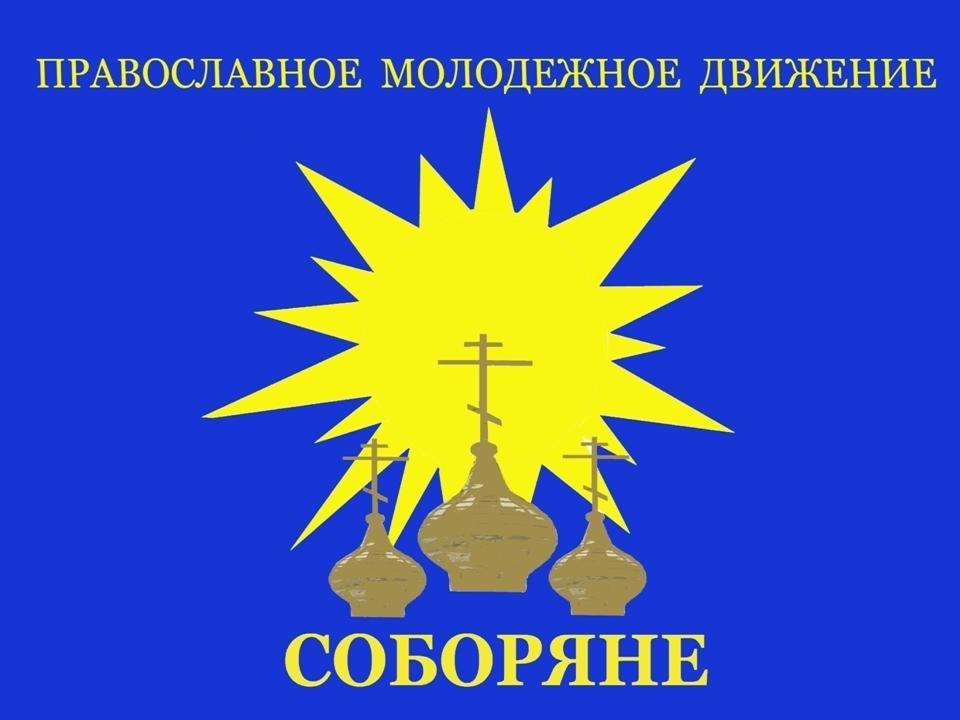
Флаг движения

## История движения
Движение основано в феврале 2004 года в г. Ставрополе. До 2014 года имело статус региональной общественной организации.

## Руководство движения
Создание движения было благословлено Архиепископом Ставропольским и Владикавказским Феофаном.
Председатель правления движения «Соборяне» — Андрей Олегович Воронцов.
Духовник движения — протоиерей Игорь Подоситников.

## Направления деятельности движения
На начало 2011 года численность участников Движения — около 250 человек.
Среди направлений деятельности «СОБОРЯН» следует отметить следующие:
1. Молодёжный туристический лагерь «ПРАВОСЛАВНЫЙ КАВКАЗ» в Нижнем Архызе,
2. Газета «ПМКлуб» (Православный Молодёжный Клуб),
3. Театральная студия «СОБОРЯНЕ» (с 2008 по 2010 гг.),
4. Служба «НАРОДНЫЙ ЮРИСТ» — оказание бесплатной юридической помощи социально незащищенным слоям населения,
5. Проекты «ПРАВОСЛАВНАЯ МОДА» и «КАЗАЧЬЯ МОДА» — возрождение русских и казачьих традиций в одежде и адаптация их под современность,
6. «Свободное время на благо людям»,
7. Военно-патриотический клуб им. Иоанна Воина,
8. Движение Креативной Молодёжи Ставрополья «КреаМоСт» — занимался проведением массовых акций, существовал в 3-х вузах Ставропольского края (2010 г.),
9. Проект «Творческая самореализация»,
10. «НАША ПОБЕДА» —  Проект, в результате которого было отснято более 250 видеоинтервью с ветеранами Великой Отечественной войны (2010 г.),
11. «Больше Кислорода» — экологический проект, результатом которого стала посадка 70.000 саженцев сосны при 120 учебных заведениях Ставропольского края (2010 г.),
12. Вожатский отряд «Астра» (2010 г).

## Деятельность движения

### 2009 год
Активную деятельность движение начало вести с приходом на пост председателя правления Андрея Олеговича Воронцова. Изначально деятельность велась на территории Шпаковского района Ставропольского края.
В конце апреля 2009 года представитель движения Андрей Оберст вошёл в состав молодёжной палаты Шпаковского района.

В это же время в движении «Соборяне» начала действовать театральная студия. В 2009 году состоялись премьеры спектаклей «Как перевоспитать царевну» — 3 мая
 и «Освобождение Москвы» — 4 ноября
В мае-июне 2009 года «Соборяне», совместно с Братством Святого Духа организовали и провели ряд мероприятий в рамках акции «Жизнь без зависимости»,

, которая завершилась финальным концертом «Здоровое будущее великой России» (13 июня)

В конце июля, по благословению Архиепископа Ставропольского и Владикавказского Феофана «Соборяне» приняли участие в православной смене молодёжного форума Селигер-2009. Программа смены предусматривает не только отдых и развлечение молодых людей, но и их обучение по восьми направлениям: от миссионерства до массовых акций и православной моды.

11 ноября 2009 года в рамках дня памяти погибших в Первой мировой войне «Соборяне» провели акцию «Никто не забыт», в рамках которой собравшиеся вспомнили о жертвах былых событий.

20 ноября «Соборяне» стали инициаторами открытия приемной общественной молодёжной палаты, основной задачей которой стало оказание консультационной помощи молодёжи.

21 ноября, в день памяти Архангела Михаила, участники движения организовали автопробег «Старт в будущее» по территории Шпаковского района. В акции приняли участие представители ряда общественных организаций района.

В течение декабря 2009 года «Соборяне» совместно с редакцией газеты «Ставропольская правда» провели предновогоднюю акцию «Письмо Деду Морозу», результатом которой явилось вручение новогодних подарков более, чем 100 детям.

В преддверии новогодних праздников, газета движения «Соборяне» «Православный Молодёжный Клуб» стала победителем краевого конкурса СМИ на лучшее освещение реализации молодёжной политики в Ставропольском крае в номинации «Профилактика асоциальных явлений в молодёжной среде». Главным организатором конкурса стал комитет Ставропольского края по делам молодёжи.

В своем интервью журналу «Фома» председатель правления молодёжного православного движения «Соборяне» Андрей Воронцов главным итогом церковной жизни за истекший год назвал проведение православной смены на молодёжном лагере «Селигер».

### 2010 год
8 января 2010 года «Соборяне» провели Рождественскую ёлку Ставропольской и Владикавказской епархии. В зале Дворца детского творчества собрались около восьмисот ребят — детей из социально незащищенных семей, сирот, воспитанников приходских воскресных школ епархии. Участники театральной студии «СОБОРЯНЕ» предложили вниманию аудитории своё прочтение классической сказки «Морозко».

В конце января театральная студия побывала с гастролями в регионе Кавказских Минеральных Вод, представив на суд зрителей одну из своих последних работ — спектакль «Морозко». Гастроли состоялись в городах Пятигорске, Ессентуках и Минеральных Водах, а также в станице Константиновской. Увидеть спектакль смогли около трех тысяч человек.

С февраля по май 2010 года «Соборяне» курировали на Ставрополье проект «Наша Победа», основной целью которого являлось формирование национального архива воспоминаний ветеранов Великой Отечественной войны о событиях военной поры. Отснятые интервью, а их было около 250 были закачаны на сайт www.41-45.su и доступны для общего пользования.

Март 2010 года ознаменовался проведением ряда мероприятий в рамках празднования Дня православной книги. Участниками движения был организован сбор православной литературы для светских библиотек.

5 апреля, в день православной молодёжи Ставропольского края, при подведении итогов конкурса «Светлый ангел» движение «Соборяне» удостоилось сразу двух специальных призов.

А уже 10 апреля театральная студия «Соборян» выступила с премьерой спектакля «Как перевоспитать царевну» на Епархиальном Пасхальном утреннике.

29 апреля «Соборяне» инициировали и провели донорский рейд «Сдай кровь — помоги ближнему», в котором приняли более 25 юношей и девушек.

В преддверии 65-й годовщины Победы в Великой Отечественной войте, «Соборяне» оформили перед Домом ветеранов г. Ставрополя граффити-композицию, посвященную военным событиям. Площадь юбилейного граффити составила около 40 квадратных метров. Это самое большое граффити на Ставрополье.

В период с 29 мая по 3 июня театральная студия православного молодёжного движения «Соборяне» приняли участие международной православной выставке «Благословение детей-2010». В ходе недельной выставки студия провела показ трёх спектаклей.

В праздник Святой Троицы театральная студия «Соборян» выступила со спектаклем «Как перевоспитать царевну» в пос. Рыздвянный Изобильненского района.

10 июня «Соборяне» участвовали в организации и проведении выставки социальных проектов Северо-Кавказского Федерального Округа «100 технологий добра». В сборнике из 100 социальных проектов, более 30 были подготовлены и представлены участниками православного движения.

В течение летних месяцев (с середины июня до конца августа) вёл свою работу ежегодный православный палаточный лагерь «Православный Кавказ» в Нижнем Архызе, который в 7-й раз принял молодёжь.

8 июля 2010 года, в День семьи, участниками движения совместно с государственной телерадиокомпанией «Ставрополье» в парке Победы города Ставрополя был проведен большой праздник, организаторы которого напомнили жителям о православных истоках этого дня.

В конце июля «Соборяне» в числе 90 человек приняли участие в смене «Православие» инновационного международного молодёжного форума «Селигер 2010».

На Селигере «Соборяне» участвовали в различных мероприятиях. Особенно памятной для участников движения стала встреча с министром внутренних дел Рашидом Нургалиевым.

По завершении Селигера «Соборян» ожидало ещё одно серьёзное испытание: первый всекавказский молодёжный лагерь «Машук», который проводился впервые в городе Пятигорске и участниками которого стали в общей сложности 2000 представителей молодёжи Кавказа.

Организаторами форума был проведен грантовый конкурс с фондом 10 миллионов рублей, который был разделен между 62 проектами-победителями. «Соборяне» предоставили на суд экспертов 22 проекта, 6 из них стали победителями конкурса.
Проекты «Соборян», ставшие победителями грантового конкурса «Машук-2010»:
1. Газета «ПМК» («Православный Молодёжный Клуб») — автор: Андрей Олегович Воронцов,
2. «Свободное время на благо людям» — автор: Игорь Кочубеев,
3. «Казачья мода» — автор: Ирина Мироненко,
4. «Православная мода» — автор: Александра Карабутова,
5. «Сообщество Креативной Молодёжи Ставрополья» («КреаМоСт») — автор: Мария Белых,
6. «Добровольная молодёжная дружина Ставрополья» — автор: Иван Удовиченко.

В сентябре «„Соборяне“» приняли участие в организации и проведении Краевого форума волонтёрского движения «Волонтер — 2010», в рамках которого провели несколько лекций, рассказав о своей деятельности и новейших методиках ведения волонтёрской деятельности.

Октябрь ознаменовался проведением крупномасштабной экологической акции «Больше кислорода», в рамках которой «СОБОРЯНЕ» организовали посадку более 70.000 саженцев сосны при 120 учебных заведениях Ставропольского края. Посадки состоялись в двух городах (Ставрополь и Невинномысск) и 6 районах Ставропольского края (Шпаковский, Петровский, Предгорный, Грачевский, Новоалександровский и Красногвардейский).

В ноябре, в день Архистратига Михаила в Шпаковском районе «„Соборяне“» провели ежегодный автопробег «Старт в будущее». Участники автопробега крестным ходом посетили несколько населённых пунктов, после чего возвратились в Михайловск, где состоялся праздничный концерт приехавшего из Москвы участника движения, рэпера Сергея El Greko Фомина с презентацией альбома «Записки Третьего Рима» и показ двух коллекций православной и казачьей моды.

Одноимённые концерты «Старт в будущее» состоялись также в Ессентуках и Ставрополе.

В конце ноября — начале декабря состоялись 2 паломнические поездки по святым местам Республики Адыгея и по святыням Ставрополья.

27 декабря участники проектов «Казачья мода» и «Православная мода» презентовали новые коллекции одежды.

Завершили год «Соборяне» традиционной акцией «Радость Рождества детям», которая в 2010 году стала многодневной и проходила на протяжении 8 дней при четырёх супермаркетах Ставрополя. В акции приняли участие более тысячи горожан, каждый из которых внес свой вклад в решении поставленной задачи: более 200 детей получили Рождественские кульки и игрушки.